# Final de la FA Cup 2021-22
La Final de la FA Cup 2021-22 fue la 141ª edición de la definición del torneo. La Final se disputó el 14 de mayo de 2022.

## Finalistas
En negrita, las finales ganadas.
| Equipos   | Finales jugadas anteriormente | Finales jugadas anteriormente |
| --------- | ----------------------------- | --- |
| Liverpool | 14 (7)                        | 1913-14, 1949-50, 1964-65, 1970-71, 1973-74, 1976-77, 1985-86, 1987-88, 1988-89, 1991-92, 1995-96, 2000-01, 2005-06, 2011-12.          |
| Chelsea   | 15 (8)                        | 1914-15, 1966-67, 1969-70, 1993-94, 1996-97, 1999-00, 2001-02, 2006-07, 2008-09, 2009-10, 2011-12, 2016-17, 2017-18, 2019-20, 2020-21. |

## Sede de la final
La final se jugará en el estadio de Wembley, de Londres, Inglaterra, Reino Unido.
| Inglaterra              |         |         |         |
| Ciudad                  | Estadio |         |         |
| Londres                 | Wembley | Wembley | Wembley |
|                         |         |         |         |
| 90 000 espectadores     |         |         |         |
| Final de la FA Cup 2022 |         |         |         |

## Camino a la final
| Liverpool         | Liverpool | Liverpool | Eliminatoria     | Chelsea         | Chelsea   | Chelsea   |
| ----------------- | --------- | --------- | ---------------- | --------------- | --------- | --------- |
| Rival             | Resultado | Resultado | Fase             | Rival           | Resultado | Resultado |
| Shrewsbury Town   |           | 4–1       | Tercera ronda    | Chesterfield    |           | 5–1       |
| Cardiff City      |           | 3–1       | Cuarta ronda     | Plymouth Argyle |           | 2–1       |
| Norwich City      |           | 2–1       | Quinta ronda     | Luton Town      |           | 2–3       |
| Nottingham Forest |           | 0–1       | Cuartos de final | Middlesbrough   |           | 0–2       |
| Manchester City   |           | 2–3       | Semifinales      | Crystal Palace  |           | 2–0       |

## Partido

### Ficha
| 16    | Guardameta     | Édouard Mendy     |      |
| 14    | Defensa        | Trevoh Chalobah   | 106' |
| 6     | Defensa        | Thiago Silva      |      |
| 2     | Defensa        | Antonio Rüdiger   |      |
| 5     | Centrocampista | Jorginho          |      |
| 8     | Centrocampista | Mateo Kovačić     | 66'  |
| 24    | Centrocampista | Reece James       |      |
| 3     | Centrocampista | Marcos Alonso     |      |
| 19    | Delantero      | Mason Mount       |      |
| 10    | Delantero      | Christian Pulisic | 106' |
| 9     | Delantero      | Romelu Lukaku     | 85'  |
| D. T. | D. T.          | Thomas Tuchel     |      |

| 1     | Guardameta     | Alisson                |      |
| 66    | Defensa        | Trent Alexander-Arnold |      |
| 5     | Defensa        | Ibrahima Konaté        |      |
| 4     | Defensa        | Virgil van Dijk        | 91'  |
| 26    | Defensa        | Andrew Robertson       | 111' |
| 14    | Centrocampista | Jordan Henderson       |      |
| 8     | Centrocampista | Naby Keïta             | 74'  |
| 6     | Centrocampista | Thiago Alcántara       |      |
| 11    | Delantero      | Mohamed Salah          | 33'  |
| 10    | Delantero      | Sadio Mané             |      |
| 23    | Delantero      | Luis Díaz              | 98'  |
| D. T. | D. T.          | Jürgen Klopp           |      |

| 7  | Centrocampista | N'Golo Kanté            | 66'  |
| 22 | Centrocampista | Hakim Ziyech            | 85'  |
| 28 | Defensa        | César Azpilicueta       | 106' |
| 12 | Centrocampista | Ruben Loftus-Cheek 120' | 106' |
| 18 | Centrocampista | Ross Barkley            | 120' |

| 20 | Delantero      | Diogo Jota      | 33'  |
| 7  | Centrocampista | James Milner    | 74'  |
| 32 | Defensa        | Joel Matip      | 91'  |
| 9  | Delantero      | Roberto Firmino | 98'  |
| 21 | Defensa        | Kostas Tsimikas | 111' |

| - | - |  |

| Acierto de penal · Fallo de penal · Acierto de penal · Acierto de penal · Acierto de penal · Acierto de penal · Fallo de penal | Marcos Alonso César Azpilicueta Reece James Ross Barkley Jorginho Hakim Ziyech Mason Mount | 1:0 1:1 2:2 3:3 4:4 5:4 5:5 |

| Acierto de penal · Acierto de penal · Acierto de penal · Acierto de penal · Fallo de penal · Acierto de penal · Acierto de penal | James Milner Thiago Alcántara Roberto Firmino Trent Alexander-Arnold Sadio Mané Diogo Jota Kostas Tsimikas | 1:1 1:2 2:3 3:4 4:4 5:5 5:6 |

| 77' | Reece James |

| Principal  | Craig Pawson |
| Asistentes | Dan Cook     |
|            | Edward Smart |
| Cuarto     | David Coote  |
| Quinto     | Dan Robathan |

| VAR            | Paul Tierney  |
| Asistentes VAR | Simon Bennett |

|                    |     |     |
| Tiros              | 10  | 17  |
| Tiros a puerta     | 2   | 2   |
| Faltas             | 13  | 12  |
| Saques de esquina  | 5   | 5   |
| Fueras de juego    | 1   | 1   |
| Posesión del balón | 47% | 53% |

| Alineación inicial |

| 16    | Guardameta     | Édouard Mendy     |      |
| 14    | Defensa        | Trevoh Chalobah   | 106' |
| 6     | Defensa        | Thiago Silva      |      |
| 2     | Defensa        | Antonio Rüdiger   |      |
| 5     | Centrocampista | Jorginho          |      |
| 8     | Centrocampista | Mateo Kovačić     | 66'  |
| 24    | Centrocampista | Reece James       |      |
| 3     | Centrocampista | Marcos Alonso     |      |
| 19    | Delantero      | Mason Mount       |      |
| 10    | Delantero      | Christian Pulisic | 106' |
| 9     | Delantero      | Romelu Lukaku     | 85'  |
| D. T. | D. T.          | Thomas Tuchel     |      |

| 1     | Guardameta     | Alisson                |      |
| 66    | Defensa        | Trent Alexander-Arnold |      |
| 5     | Defensa        | Ibrahima Konaté        |      |
| 4     | Defensa        | Virgil van Dijk        | 91'  |
| 26    | Defensa        | Andrew Robertson       | 111' |
| 14    | Centrocampista | Jordan Henderson       |      |
| 8     | Centrocampista | Naby Keïta             | 74'  |
| 6     | Centrocampista | Thiago Alcántara       |      |
| 11    | Delantero      | Mohamed Salah          | 33'  |
| 10    | Delantero      | Sadio Mané             |      |
| 23    | Delantero      | Luis Díaz              | 98'  |
| D. T. | D. T.          | Jürgen Klopp           |      |

| 7  | Centrocampista | N'Golo Kanté            | 66'  |
| 22 | Centrocampista | Hakim Ziyech            | 85'  |
| 28 | Defensa        | César Azpilicueta       | 106' |
| 12 | Centrocampista | Ruben Loftus-Cheek 120' | 106' |
| 18 | Centrocampista | Ross Barkley            | 120' |

| 20 | Delantero      | Diogo Jota      | 33'  |
| 7  | Centrocampista | James Milner    | 74'  |
| 32 | Defensa        | Joel Matip      | 91'  |
| 9  | Delantero      | Roberto Firmino | 98'  |
| 21 | Defensa        | Kostas Tsimikas | 111' |

| - | - |  |

| Acierto de penal · Fallo de penal · Acierto de penal · Acierto de penal · Acierto de penal · Acierto de penal · Fallo de penal | Marcos Alonso César Azpilicueta Reece James Ross Barkley Jorginho Hakim Ziyech Mason Mount | 1:0 1:1 2:2 3:3 4:4 5:4 5:5 |

| Acierto de penal · Acierto de penal · Acierto de penal · Acierto de penal · Fallo de penal · Acierto de penal · Acierto de penal | James Milner Thiago Alcántara Roberto Firmino Trent Alexander-Arnold Sadio Mané Diogo Jota Kostas Tsimikas | 1:1 1:2 2:3 3:4 4:4 5:5 5:6 |

| 77' | Reece James |

| Principal  | Craig Pawson |
| Asistentes | Dan Cook     |
|            | Edward Smart |
| Cuarto     | David Coote  |
| Quinto     | Dan Robathan |

| VAR            | Paul Tierney  |
| Asistentes VAR | Simon Bennett |

|                    |     |     |
| Tiros              | 10  | 17  |
| Tiros a puerta     | 2   | 2   |
| Faltas             | 13  | 12  |
| Saques de esquina  | 5   | 5   |
| Fueras de juego    | 1   | 1   |
| Posesión del balón | 47% | 53% |

| Alineación inicial |

| 16    | Guardameta     | Édouard Mendy     |      |
| 14    | Defensa        | Trevoh Chalobah   | 106' |
| 6     | Defensa        | Thiago Silva      |      |
| 2     | Defensa        | Antonio Rüdiger   |      |
| 5     | Centrocampista | Jorginho          |      |
| 8     | Centrocampista | Mateo Kovačić     | 66'  |
| 24    | Centrocampista | Reece James       |      |
| 3     | Centrocampista | Marcos Alonso     |      |
| 19    | Delantero      | Mason Mount       |      |
| 10    | Delantero      | Christian Pulisic | 106' |
| 9     | Delantero      | Romelu Lukaku     | 85'  |
| D. T. | D. T.          | Thomas Tuchel     |      |

| 1     | Guardameta     | Alisson                |      |
| 66    | Defensa        | Trent Alexander-Arnold |      |
| 5     | Defensa        | Ibrahima Konaté        |      |
| 4     | Defensa        | Virgil van Dijk        | 91'  |
| 26    | Defensa        | Andrew Robertson       | 111' |
| 14    | Centrocampista | Jordan Henderson       |      |
| 8     | Centrocampista | Naby Keïta             | 74'  |
| 6     | Centrocampista | Thiago Alcántara       |      |
| 11    | Delantero      | Mohamed Salah          | 33'  |
| 10    | Delantero      | Sadio Mané             |      |
| 23    | Delantero      | Luis Díaz              | 98'  |
| D. T. | D. T.          | Jürgen Klopp           |      |

| 7  | Centrocampista | N'Golo Kanté            | 66'  |
| 22 | Centrocampista | Hakim Ziyech            | 85'  |
| 28 | Defensa        | César Azpilicueta       | 106' |
| 12 | Centrocampista | Ruben Loftus-Cheek 120' | 106' |
| 18 | Centrocampista | Ross Barkley            | 120' |

| 20 | Delantero      | Diogo Jota      | 33'  |
| 7  | Centrocampista | James Milner    | 74'  |
| 32 | Defensa        | Joel Matip      | 91'  |
| 9  | Delantero      | Roberto Firmino | 98'  |
| 21 | Defensa        | Kostas Tsimikas | 111' |

| - | - |  |

| Acierto de penal · Fallo de penal · Acierto de penal · Acierto de penal · Acierto de penal · Acierto de penal · Fallo de penal | Marcos Alonso César Azpilicueta Reece James Ross Barkley Jorginho Hakim Ziyech Mason Mount | 1:0 1:1 2:2 3:3 4:4 5:4 5:5 |

| Acierto de penal · Acierto de penal · Acierto de penal · Acierto de penal · Fallo de penal · Acierto de penal · Acierto de penal | James Milner Thiago Alcántara Roberto Firmino Trent Alexander-Arnold Sadio Mané Diogo Jota Kostas Tsimikas | 1:1 1:2 2:3 3:4 4:4 5:5 5:6 |

| 77' | Reece James |

| Principal  | Craig Pawson |
| Asistentes | Dan Cook     |
|            | Edward Smart |
| Cuarto     | David Coote  |
| Quinto     | Dan Robathan |

| VAR            | Paul Tierney  |
| Asistentes VAR | Simon Bennett |

|                    |     |     |
| Tiros              | 10  | 17  |
| Tiros a puerta     | 2   | 2   |
| Faltas             | 13  | 12  |
| Saques de esquina  | 5   | 5   |
| Fueras de juego    | 1   | 1   |
| Posesión del balón | 47% | 53% |

| Alineación inicial |

| 16    | Guardameta     | Édouard Mendy     |      |
| 14    | Defensa        | Trevoh Chalobah   | 106' |
| 6     | Defensa        | Thiago Silva      |      |
| 2     | Defensa        | Antonio Rüdiger   |      |
| 5     | Centrocampista | Jorginho          |      |
| 8     | Centrocampista | Mateo Kovačić     | 66'  |
| 24    | Centrocampista | Reece James       |      |
| 3     | Centrocampista | Marcos Alonso     |      |
| 19    | Delantero      | Mason Mount       |      |
| 10    | Delantero      | Christian Pulisic | 106' |
| 9     | Delantero      | Romelu Lukaku     | 85'  |
| D. T. | D. T.          | Thomas Tuchel     |      |

| 1     | Guardameta     | Alisson                |      |
| 66    | Defensa        | Trent Alexander-Arnold |      |
| 5     | Defensa        | Ibrahima Konaté        |      |
| 4     | Defensa        | Virgil van Dijk        | 91'  |
| 26    | Defensa        | Andrew Robertson       | 111' |
| 14    | Centrocampista | Jordan Henderson       |      |
| 8     | Centrocampista | Naby Keïta             | 74'  |
| 6     | Centrocampista | Thiago Alcántara       |      |
| 11    | Delantero      | Mohamed Salah          | 33'  |
| 10    | Delantero      | Sadio Mané             |      |
| 23    | Delantero      | Luis Díaz              | 98'  |
| D. T. | D. T.          | Jürgen Klopp           |      |

| 7  | Centrocampista | N'Golo Kanté            | 66'  |
| 22 | Centrocampista | Hakim Ziyech            | 85'  |
| 28 | Defensa        | César Azpilicueta       | 106' |
| 12 | Centrocampista | Ruben Loftus-Cheek 120' | 106' |
| 18 | Centrocampista | Ross Barkley            | 120' |

| 20 | Delantero      | Diogo Jota      | 33'  |
| 7  | Centrocampista | James Milner    | 74'  |
| 32 | Defensa        | Joel Matip      | 91'  |
| 9  | Delantero      | Roberto Firmino | 98'  |
| 21 | Defensa        | Kostas Tsimikas | 111' |

| - | - |  |

| Acierto de penal · Fallo de penal · Acierto de penal · Acierto de penal · Acierto de penal · Acierto de penal · Fallo de penal | Marcos Alonso César Azpilicueta Reece James Ross Barkley Jorginho Hakim Ziyech Mason Mount | 1:0 1:1 2:2 3:3 4:4 5:4 5:5 |

| Acierto de penal · Acierto de penal · Acierto de penal · Acierto de penal · Fallo de penal · Acierto de penal · Acierto de penal | James Milner Thiago Alcántara Roberto Firmino Trent Alexander-Arnold Sadio Mané Diogo Jota Kostas Tsimikas | 1:1 1:2 2:3 3:4 4:4 5:5 5:6 |

| 77' | Reece James |

| Principal  | Craig Pawson |
| Asistentes | Dan Cook     |
|            | Edward Smart |
| Cuarto     | David Coote  |
| Quinto     | Dan Robathan |

| VAR            | Paul Tierney  |
| Asistentes VAR | Simon Bennett |

|                    |     |     |
| Tiros              | 10  | 17  |
| Tiros a puerta     | 2   | 2   |
| Faltas             | 13  | 12  |
| Saques de esquina  | 5   | 5   |
| Fueras de juego    | 1   | 1   |
| Posesión del balón | 47% | 53% |

| Alineación inicial |

|                       |
| Campeón               |
| Bandera de Inglaterra |
| Liverpool F. C.       |
| 8.° título            |